# Sismologia de reflexió

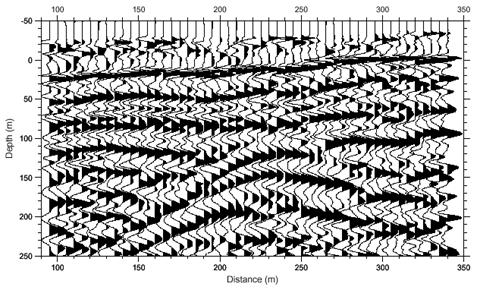
Exemple del tipus d'informació recol·lectada mitjançant el mètode de sismologia de reflexió.

La sismologia mitjançant reflexió (o reflexió sísmica) és un mètode d'exploració geofísica que usa els principis de la sismologia per estimar les propietats del subsòl fent ús d'ones sísmiques reflectades. El mètode requereix una font d'energia sísmica controlada, com a dinamita/Tovex, una pistola d'aire o exitador sísmic, coneguda comunament per la marca Vibroseis. La sismologia de reflexió aplica principis similars als utilitzats pel sonar o la ecolocalización.

## Descripció del mètode
Les ones sísmiques són pertorbacions mecàniques que viatgen per la Terra a una velocitat determinada per la impedància acústica del medi pel qual viatgen. La impedància acústica (o sísmica), Z, es troba definida per la següent equació:
{\displaystyle Z=V\rho \ },
On V és la velocitat de l'ona sísmica i ρ és la densitat de la roca.
Quan una ona sísmica que es desplaça a través de la Terra troba una discontinuïtat entre dos materials amb diferents impedàncies acústiques, una porció de l'energia que transporta es reflecteix en la interfase i una altra porció es refracta a través de la interfase. En essència, la tècnica de reflexió sísmica consisteix a generar ones sísmiques i mesurar el temps que li pren a les ones viatjar des de la font, reflectir-se en la interfase i ser detectades per un conjunt de detectors (o geòfons) situats en la superfície del terreny. Si es coneixen els temps de viatge des de la font als diferents detectors, i la velocitat de les ones sísmiques, un geofísic pot reconstruir les trajectòries que van seguir les ones i d'aquesta forma reconstruir una imatge de com es troben organitzats els materials que conformen el terreny sota la superfície.
Igual que amb altres mètodes geofísics, la sismologia mitjançant reflexió pot ser considerat un tipus de problema invers. O sigui, donat un conjunt de dades recol·lectades mitjançant experiments i les lleis físiques que són aplicable a l'experiment, l'experimentador desitja desenvolupar un model abstracte del sistema físic que s'està estudiant. En el cas de la sismologia de reflexió, les dades experimentals són registrats mitjançant sismogrames, i el resultat buscat és un model de l'estructura i propietats físiques de l'escorça de la Terra. De manera similar a altres problemes inversos, els resultats que s'obtenen mitjançant la tècnica de sismologia per reflexió en general no són unívocs (més d'un model és capaç d'explicar les dades recol·lectades) i poden ser sensibles a incerteses i errors relativament petits de la recol·lecció, processament i anàlisi de les dades. Per aquestes raons, s'ha de tenir summa cura en la interpretació dels resultats obtinguts mitjançant sismologia de reflexió.

### L'experiment de reflexió
El principi bàsic de la reflexió sísmica és enviar ones elàstiques (utilitzant una font d'energia tal com una explosió amb dinamita o Vibroseis) cap a la Terra, on cada interfase entre capes de materials que conformen el terreny reflectirà una part de l'energia de l'ona cap a la superfície i permetrà que la resta de l'energia es refracti i continuï viatjant cap a la propera capa. Aquestes ones d'energia reflectides són registrades durant un determinat lapse de temps (denominat la longitud del registre) per receptors que detecten el desplaçament del terreny en el lloc on els han col·locat. En terra ferma, el receptor generalment utilitzat és un petit instrument portàtil denominat geòfon, el qual converteix el desplaçament del sòl en un senyal elèctric analògic. En l'aigua, s'utilitzen hidròfons, els quals converteixen els canvis de pressió en senyals elèctrics. La resposta de cada receptor o sensor davant una descàrrega d'energia (o explosió) és denominat “traça” i és registrat en un dispositiu d'emmagatzematge de dades, després es desplaça el punt en què s'injecta l'energia i es repeteix el procés. Generalment, els senyals registrats passen per un complex procés de processament abans d'estar llestos per a la seva interpretació, sent aquesta una àrea de recerca tant per la indústria com en l'àmbit acadèmic. En general, com més complexa és la geologia del terreny d'estudi, més sofisticades són les tècniques que calen per eliminar la influència del soroll a les mesures i augmentar la resolució. En els aixecaments sísmics moderns mitjançant reflexió es registren quantitats tan grans d'informació i dades que cal recórrer a poderoses computadores per processar-los, arribant a utilitzar-se Supercomputadors o clústers d'ordinadors.

### Reflexió i transmissió per al cas d'incidència perpendicular a la interfase

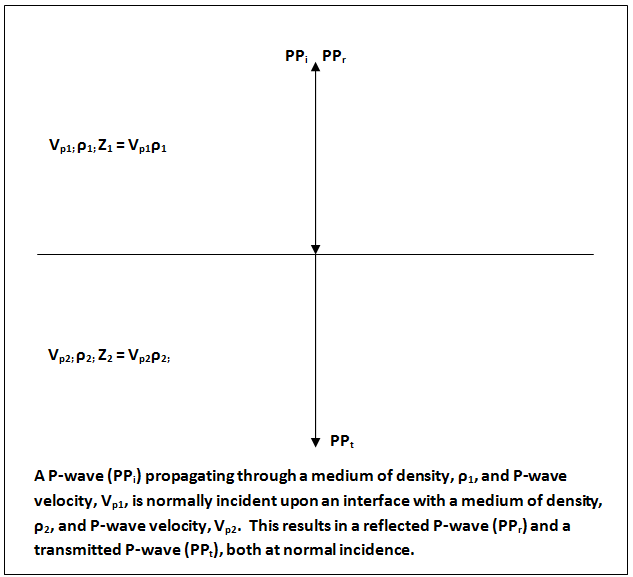
Onda-P es reflecteix en una interfase que es troba perpendicular a la direcció a la qual incideix.

Quan una ona sísmica es troba amb una interfase de dos materials amb diferents impedàncies acústiques, una porció de l'energia de l'ona es reflectirà a la frontera, mentre que l'altra part de l'energia serà transmesa passant a través de la frontera. L'amplitud de l'ona reflectida s'obté multiplicant l'amplitud de l'ona incident pel coeficient de reflexió sísmic {\displaystyle R}, determinat pel contrast entre les impedàncies dels dos materials.
Per al cas d'una ona que incideix sobre una interfase en forma perpendicular, el coeficient de reflexió es calcula com
{\displaystyle R={\frac {Z_{2}-Z_{1}}{Z_{2}+Z_{1}}}},
on {\displaystyle Z_{1}} i {\displaystyle Z_{2}} són la impedància del primer i segon material, respectivament.
De manera similar, l'amplitud de l'ona incident es multiplica pel coeficient de transmissió per calcular l'amplitud de l'ona transmesa a través de la interfase. La fórmula per calcular el coeficient de transmissió per a incidència normal és
{\displaystyle T=1-R={\frac {2Z_{1}}{(Z_{2}+Z_{1})}}}.
Com que la suma dels quadrats de les amplituds de l'ona reflectida i transmesa ha de ser igual al quadrat de l'amplitud de l'ona incident, es pot demostrar que
{\displaystyle Z_{1}(1-R^{2})={\frac {Z_{1}(Z_{2}+Z_{1})^{2}-Z_{1}(Z_{2}-Z_{1})^{2}}{(Z_{2}+Z_{1})^{2}}}={\frac {4Z_{2}Z_{1}^{2}}{(Z_{2}+Z_{1})^{2}}}=Z_{2}T^{2}}.
Mitjançant l'estudi dels canvis en la intensitat de les ones reflectides, els sismòlegs poden inferir canvis en les impedàncies sísmiques. Al seu torn, poden utilitzar aquesta informació per inferir canvis en les propietats de les roques en la interfase, tals com la seva densitat i el seu mòdul elàstic.

### Reflexió i transmissió per al cas d'incidència genèrica

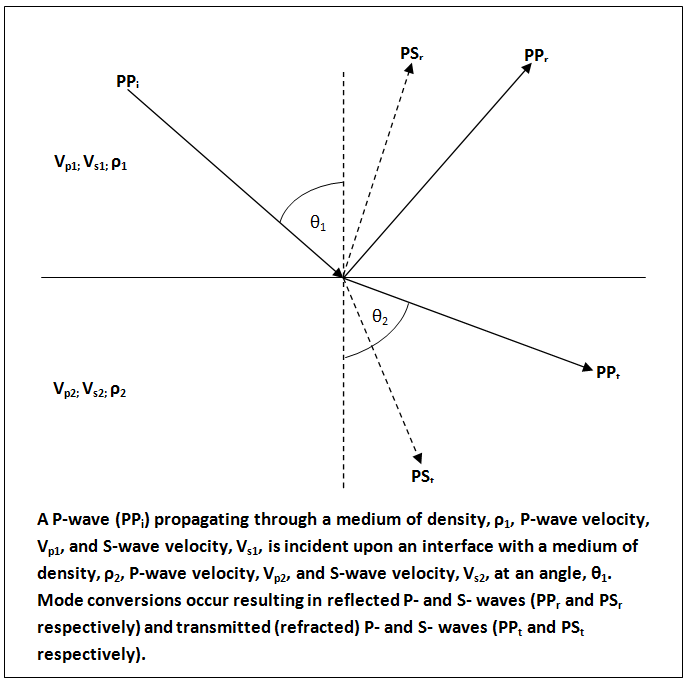
Diagrama que mostra les conversions que tenen lloc quan una ona P es reflecteix en una interfase per al cas en què la incidència és obliqua.

La situació és molt més complicada en el cas que l'ona incideix en forma obliqua, a causa de la conversió de manera entre ones P i ones S, i queda descripta per les equacions de Zoeppritz. En 1919, Karl Zoeppritz va obtenir 4 equacions que permeten determinar les amplituds de les ones reflectides i refractades en una interfase plana per a una ona P en funció de l'angle d'incidència i sis paràmetres elàstics independents. Aquestes equacions tenen 4 incògnites i és possible resoldre-les però les mateixes no permeten comprendre de forma intuïtiva com és que les amplituds reflectides varien amb les propietats de les roques sota estudi.
Els coeficients de reflexió i transmissió, que determinen l'amplitud de cada reflexió, varien amb l'angle d'incidència i poden ser utilitzats per obtenir informació sobre la quantitat de fluid contingut en la roca. L'aplicació pràctica del fenomen d'incidència obliqua, denominat AVO, ha estat facilitat per estudis teòrics que han permès obtenir aproximacions útils de les equacions de Zoeppritz i pels progressos experimentats en la capacitat de processament mitjançant computadores. Els estudis AVO intenten amb un èxit relatiu predir els fluids (petroli, gas, o aigua) continguts en reservorios potencials, per reduir els riscos de perforar pous improductius i identificar nous reservoris de petroli. La simplificació de 3 termes de les equacions de Zoeppritz que s'utilitzen amb major freqüència va ser desenvolupada en 1985 i és coneguda com l'"equació Shuey". Una simplificació de 2 termes denominada l'"aproximació Shuey", és vàlida per a angles d'incidència menors que 30 graus (que és el cas en general en els aixecaments sísmics) i és la que s'indica a continuació:
{\displaystyle R(\theta )=R(0)+G\sin ^{2}\theta }
on {\displaystyle R(0)}= coeficient de reflexió per a incidència normal; {\displaystyle G}= gradient AVO, descriu el comportament de reflexió per a angles intermedis per angles d'incidència intermedis i {\displaystyle (\theta )}= angle d'incidència. Per al cas d'incidència normal {\displaystyle (\theta )}=0, aquesta equació es redueix a la proveïda en la secció precedent.
La sísmica de reflexió és un mètode utilitzat en diverses àrees i les seves aplicacions poden ser dividides en tres grups:
- Superfície de baixa profunditat – Una aplicació enfocada a comprendre la geologia de profunditats fins a 1 km aproximadament. Usualment usada en enginyeria, antropologia, estudis ambientals, i també en exploració de carbó i mineria.
- Exploració d'Hidrocarburs - Usada a la indústria del petroli i gas per generar mapes sísmics del subsòl, usualment fins a una profunditat de 10 km del subsòl. Això es pot combinar amb altres eines com per exemple l'anàlisi d'atributius sísmics o per generar un model geològic de l'àrea d'interès.
- Estudis de l'Escorça – Investigació, usualment acadèmica, de l'estructura i origen de l'escorça terrestre, incloent la discontinuïtat Mohi i més enllà fins a profunditats de 100 km.

Un mètode similar és el radar de penetració GPR, el qual usa ones de radar en lloc d'ones mecàniques, encara que amb una capacitat de penetració considerablement menor.